# Ministerio de Defensa (Albania)
El Ministerio de Defensa de Albania (en albanés: Ministria i Mbrojtjes së Shqipërisë), cuyo nombre oficial es Ministerio de Defensa de la República de Albania (en albanés: Ministria i Mbrojtjes të Republikes së Shqipërisë), es el Ministerio de Defensa de Albania, cuya responsabilidad es coordinar y supervisar todas las agencias y cuerpos de seguridad, así como la función relativa del gabinete de Albania en temas de seguridad y militarismo nacional.
El presidente de Albania es el comandante en jefe de las Fuerzas Armadas y nombra a los comandantes militares en el deber, de acuerdo a la legislación aplicable. En tiempos de paz, los deberes son llevados a cabo por el ministro de Defensa. Las principales responsabilidades del Ministerio de Defensa son las de prevenir conflictos y guerra, salvaguardar la soberanía e integridad territorial de Albania, así como promover la paz y la estabilidad global. La persona en el cargo está obligada a seguir las directrices dadas por el presidente y a respetar las decisiones del Kuvendi. 
La actual ministra es Olta Xhaçka, del Partido Socialista que fue elegida el 11 de septiembre de 2017 y comenzó sus funciones de manera oficial el 13 de septiembre. Sustituyó a Mimi Kodheli, también socialista, que había estado en el cargo desde el 23 de junio de 2013 por sustitución y a partir del 15 de septiembre de 2013 por mandato electoral.

## Estructura
La estructura administrativa del Ministerio de Defensa de Albania incluyen muchas pequeñas oficinas coordinadas de una manera u otra hasta la persona del Ministro de Defensa. Las cinco más importantes son:
- Autoridad de Control de Exportaciones Estatales (Autoriteti i Kontrollit Shtetëror të Eksportev)
- Compañía de Importación y Exportación Militar (MEICO)
- Centro de Cultura, Media y Publicaciones de Defensa (Qendra e Kulturës, Medias, Botimeve të Mbrojtjes, Muzeut dhe Shtëpive të Pushimit)
- Centro de Operaciones Marítimas Interinstitucionales (Qendra Ndërinstitucionale Operacionale Detare)
- Agencia de Inteligencia de Defensa de Seguridad (Agjencia e Inteligjencës dhe Sigurisë së Mbrojtjes, AISM)

## Ministros(as)
Desde la proclamación de la actual república (la IV República Albanesa) y la caída del comunismo en el país, catorce personas han ocupado el cargo. La persona que menos tiempo ha estado en el mismo en Luan Rama, entre febrero y julio de 2002 (sustituyendo el segundo mandato de primer ministro de Pandeli Majko). El mandato más largo como Ministro de Defensa fue Safet Zhulali, quien ocupó el cargo desde el 13 de abril de 1992 hasta el 11 de marzo de 1997.
La siguiente tabla muestra la lista de las personas que fueron ministras de Defensa desde la caída del comunismo en 1991:
| #  | Nombre         | Inicio en el cargo       | Fin del cargo            | Partido             |
| -- | -------------- | ------------------------ | ------------------------ | ------------------- |
| 8  | Alfred Moisiu  | 18 de diciembre de 1991  | 13 de abril de 1992      | Independiente       |
| 9  | Safet Zhulali  | 13 de abril de 1992      | 11 de marzo de 1997      | Partido Democrático |
| 10 | Shaqir Vukaj   | 11 de marzo de 1997      | 25 de julio de 1997      | Independiente       |
| 11 | Sabit Brokaj   | 25 de julio de 1997      | 24 de abril de 1998      | Partido Socialista  |
| 12 | Luan Hajdaraga | 24 de abril de 1998      | 7 de julio de 2000       | Partido Socialista  |
| 13 | Ilir Gjoni     | 7 de julio de 2000       | 8 de noviembre de 2000   | Independiente       |
| 14 | Pandeli Majko  | 12 de septiembre de 2001 | 22 de febrero de 2002    | Partido Socialista  |
| 15 | Luan Rama      | 22 de febrero de 2002    | 31 de julio de 2002      | Independiente       |
| 16 | Pandeli Majko  | 31 de julio de 2002      | 11 de septiembre de 2005 | Partido Socialista  |
| 17 | Fatmir Mediu   | 11 de septiembre de 2005 | 18 de marzo de 2008      | Partido Republicano |
| 18 | Gazmend Oketa  | 18 de marzo de 2008      | 17 de septiembre de 2009 | Partido Democrático |
| 19 | Arben Imami    | 17 de septiembre de 2009 | 15 de septiembre de 2013 | Partido Democrático |
| 20 | Mimi Kodheli   | 15 de septiembre de 2013 | 11 de septiembre de 2017 | Partido Socialista  |
| 21 | Olta Xhaçka    | 11 de septiembre de 2017 | Incumbent                | Partido Socialista  |